# Raiffeisen Waren-Zentrale Rhein-Main
Die Raiffeisen Waren-Zentrale Rhein-Main AG (RWZ) mit Sitz in Köln ist eine von insgesamt fünf landwirtschaftlichen Hauptgenossenschaften und gehört damit zu den größten Agrarhandelshäusern in Deutschland. Zu den verschiedenen Geschäftssegmenten kommen voll konsolidierte Tochterunternehmungen sowie Beteiligungen und Allianzen mit anderen Unternehmen hinzu, welche zusammen den RWZ-Konzern bilden.
Der RWZ-Konzern umfasst aktuell folgende Geschäftssegmente: Agrarerzeugnisse, Agrartechnik, Betriebsmittel (Saatgut, Düngemittel, Pflanzenschutzmittel, Futtermittel), Einzelhandel (Raiffeisenmärkte, Baustoffhandel, Bäckereien), Energie, Holz, Kartoffeln, Profi-Gartenbau sowie Weinbau/Kellerei.

## Gebiet
Das Vertriebsgebiet der RWZ AG erstreckt sich über Rheinland-Pfalz, das Saarland sowie Teile von Nordrhein-Westfalen und Hessen. Als Konzern (über die Tochterunternehmungen und Beteiligungen) ist die RWZ auch in Bayern, Thüringen, Niedersachsen sowie in Frankreich, Benelux und Österreich aktiv. Der Konzern hat rund 200 Standorte. Der Hauptsitz befindet sich seit 1. Mai 2025 in der Gaedestraße 9 in Köln-Marienburg.

## Geschichte
Die Firmengeschichte der RWZ reicht bis ins 19. Jahrhundert zurück. 1890 wurde mit der „Central-Genossenschaft der hessischen landwirthschaftlichen Consumvereine“ die erste Vorgängergenossenschaft der RWZ gegründet. Der Grundstein der heutigen RWZ wurde 1953 mit der Gründung der „Rheinische Waren-Zentrale Hauptgenossenschaft landwirtschaftlicher Genossenschaften eGmbH“ gelegt. 1983 fusionierten dann die „Rheinische Warenzentrale Köln“ mit der „Raiffeisen Hauptgenossenschaft Koblenz“ zur „Raiffeisen Waren-Zentrale Rheinland eG“.
1999 fusionierte diese schließlich mit der „Raiffeisen Hauptgenossenschaft Frankfurt eG“ zur Raiffeisen Waren-Zentrale Rhein-Main eG. Im Juli 2023 wurde die eG in eine AG umgewandelt.

## Beschreibung
Die RWZ hat rund 2.500 Beschäftigte, davon ca. 240 Auszubildende. Die RWZ fungiert als Großhändler für landwirtschaftliche Betriebsmittel und Agrarerzeugnisse.
Das Waren- und Dienstleistungsangebot des RWZ-Konzerns richtet sich vorwiegend an Landwirte, Winzer, Gartenbauer und Waldbesitzer. Zudem können Landwirte auch ihre Ernteprodukte wie Getreide, Ölsaaten, Leguminosen oder Kartoffeln über die RWZ bzw. deren Tochterunternehmen vermarkten. Die Ernteprodukte werden von der RWZ gereinigt und gelagert, um dann die gebündelten Mengen an große Verarbeiter aus der Nahrungsmittelindustrie (z. B. Mehl-/Ölmühlen, Kartoffelfabriken) weiterzuverkaufen. Die RWZ übernimmt dabei auch die Logistik. Darüber hinaus bietet die RWZ Servicedienstleistungen und fachliche Beratung an. Dazu zählt auch – über die Handelsplattform akoro – der Online-Verkauf. Jüngst wurde auch das Engagement für eine nachhaltigere, regenerative Landwirtschaft (z. B. über die KlimaHumus-Gesellschaft) stark ausgebaut.
Zudem ist die RWZ für Privatkunden vor allem im ländlichen Raum als Händler von Brenn-, Treib- und Baustoffen sowie als Betreiber von Haus- und Gartenmärkten tätig.

## Neuausrichtung
Im September 2015 hat der RWZ-Aufsichtsrat als Reaktion auf die Veränderungen in der Agrarbranche (Große Transformation) einen umfassenden Plan zur Neuausrichtung des Unternehmens beschlossen. Diesen hat der Vorstandsvorsitzende Christoph Kempkes zusammen mit seinen Vorstandskollegen als sogenannte PRIO-Strategie ausgearbeitet und in den Folgejahren umgesetzt. Seit 2020 ist die Finanz-, Vermögens- und Ergebnislage wieder stabil und positiv. Seit 2024 löst die Unternehmensstrategie "weiter|säen" die bisherige Strategie "PRIO" ab.
Seit 2021 besteht der Vorstand der RWZ aus dem Vorstandsvorsitzenden (CEO) Christoph Kempkes und dem Finanzvorstand (CFO) Michael Göthner. 2024 erzielte der RWZ-Konzern einen Gesamtumsatz von 2,9 Mrd. EUR, ein EBIT von 20,6 Mio. EUR, ein EBT von 7,9 Mio. EUR sowie einen Konzernüberschuss nach Steuern von 2,0 Mio. EUR. Die Gewinnmarge vor Steuern (EBT) lag bei 0,3 %; die Bilanzsumme im Konzern bei 792,1 Mio. EUR, davon rund 21 % Eigenkapital.

## Galerie

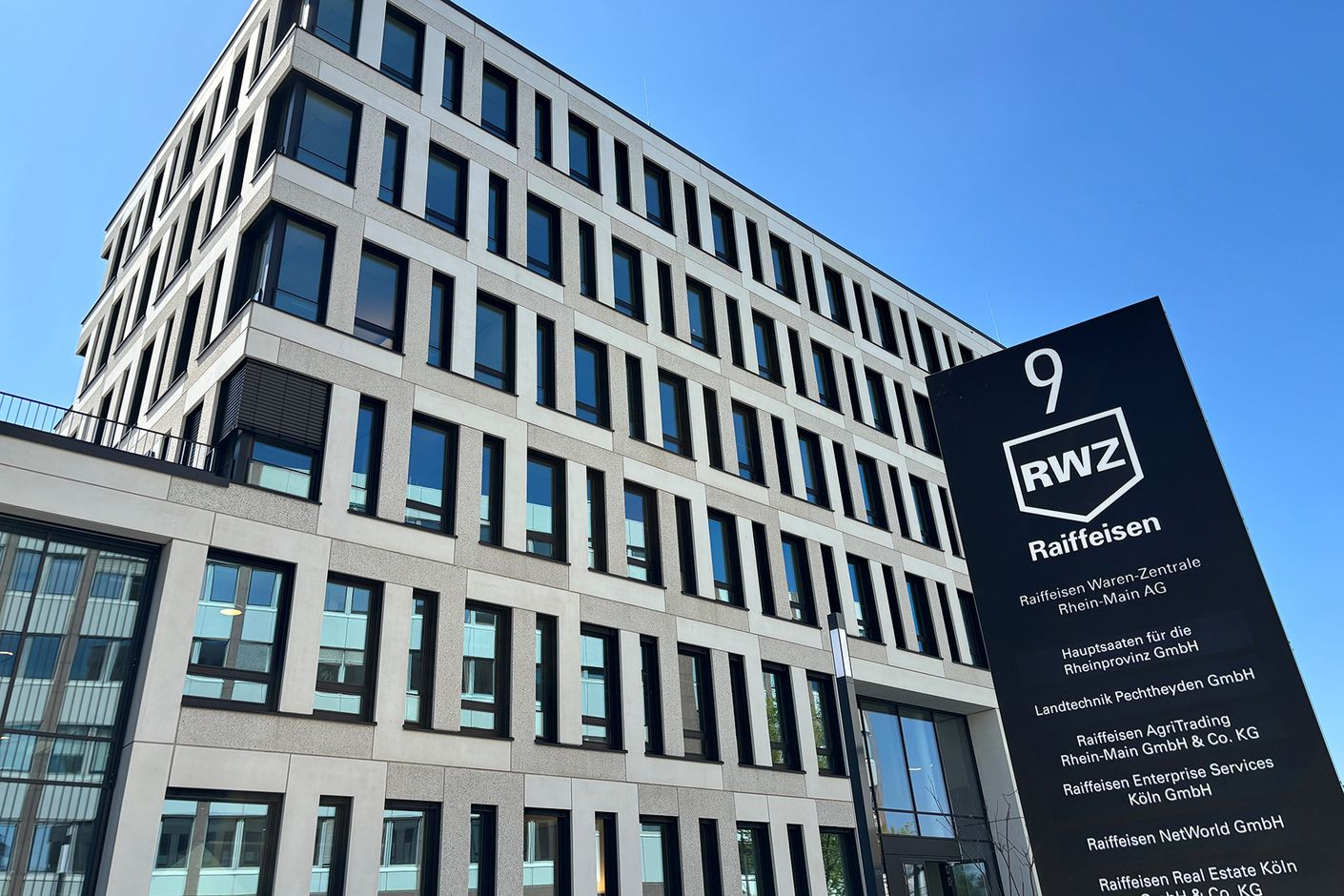
Der neue zentrale Verwaltungssitz der RWZ AG in der Gaedestraße 9 in Köln-Marienburg
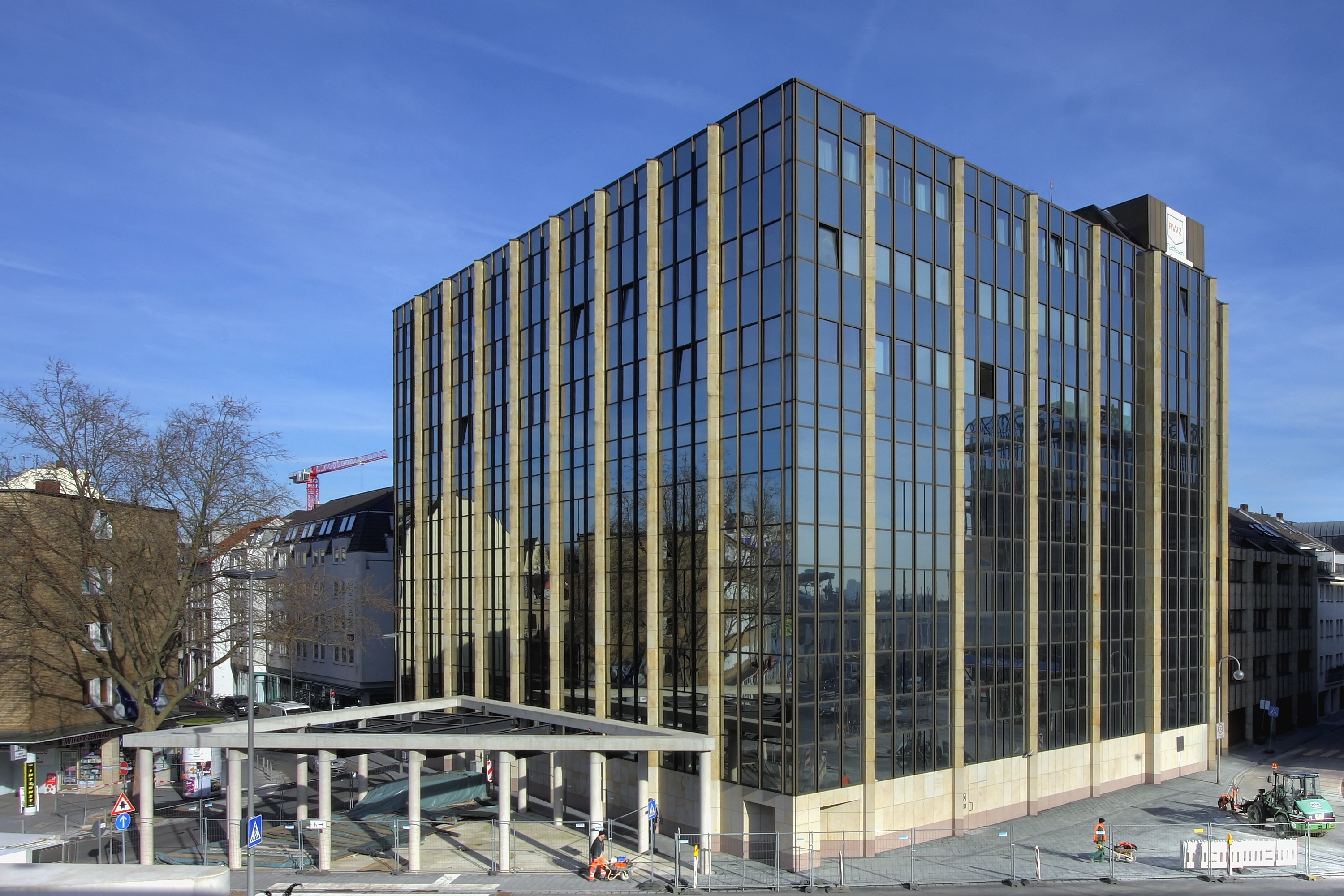
Ehemaliger Unternehmenssitz der Raiffeisen Waren-Zentrale Rhein-Main in Köln
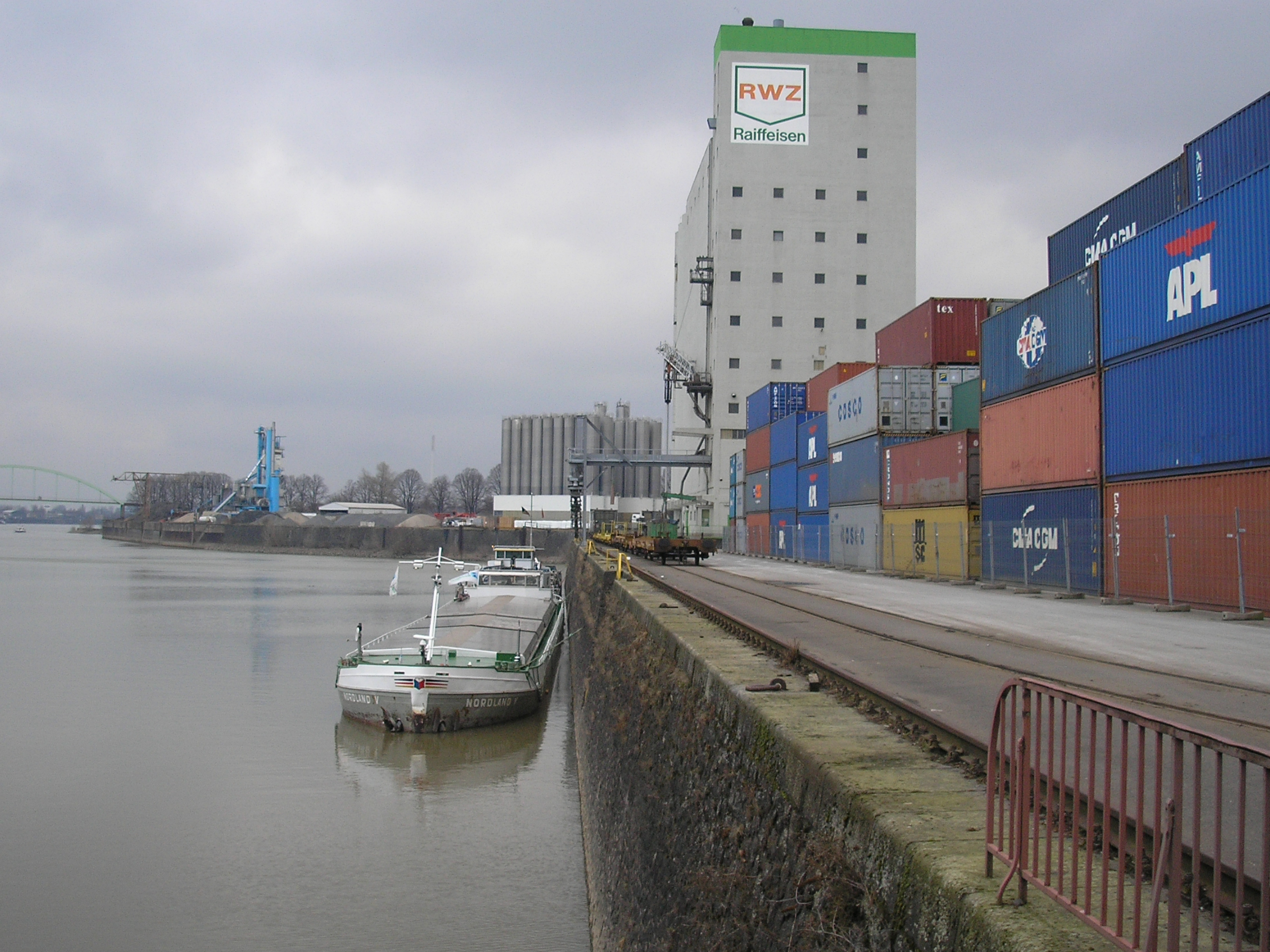
RWZ Silo im Hafen Niehl I
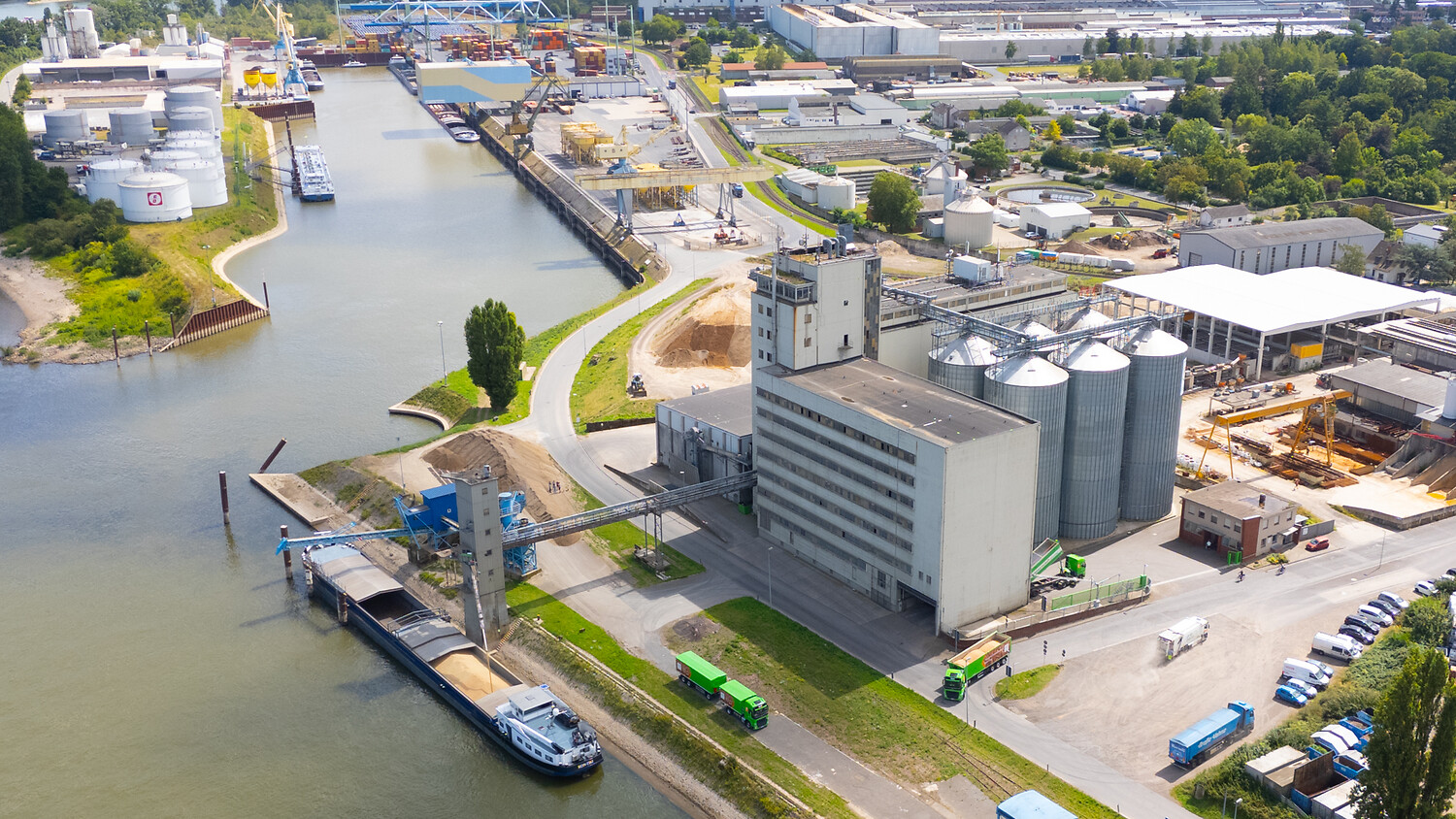
RWZ-Agrarstandort Andernach